# Siemibratowo
Siemibratowo (ros. Семибратово) – osiedle typu miejskiego w Rosji, w obwodzie jarosławskim, w rejonie rostowskim. W 2010 liczyło 7096 mieszkańców.